# Darmstädter Haggadah

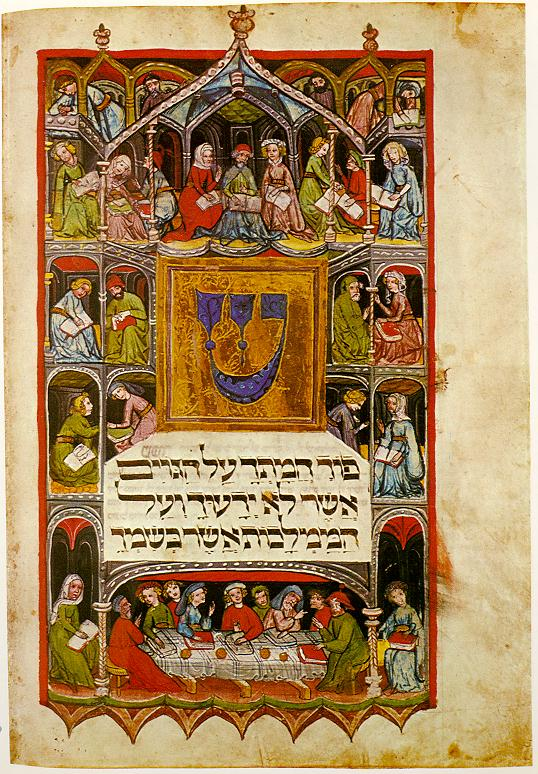
Aus der Darmstädter Haggada

Die Darmstädter Haggadah (Cod. Or. 8) ist eine Sammlung biblischer und homiletischer Verse, von Gebeten, Gedichten, religiösen Gebräuchen und Gesängen, die sich vornehmlich auf den Exodus und die Befreiung aus der ägyptischen Knechtschaft beziehen. Die illuminierte Handschrift aus dem 15. Jh. befindet sich in der Universitäts- und Landesbibliothek Darmstadt. Der Schreiber, Israel ben Meir aus Heidelberg, benennt sich selbst. Der Illustrator bleibt unbekannt. Der Codex besteht aus 58 Pergamentblättern im Format 24,5 × 35,5 cm.

## Fragen der Datierung
Die Haggada wird von Paul Pieper in der Faksimileausgabe von 1972 auf ca. 1430 datiert, während Bruno Italiener das 14. Jahrhundert vorgeschlagen hatte. Eine frühere Datierung ist aus stilistischen Gründen auszuschließen.

## Besitzgeschichte
Wahrscheinlich zum privaten Gebrauch entstanden war die Darmstädter Haggadah zunächst in jüdischem Privatbesitz. Erst 1805 gelangte sie als Teil der Sammlung des Baron Hüpsch, eines Kölner Sammlers, in die Hessische Landes- und Hochschulbibliothek Darmstadt. Zuvor war sie wahrscheinlich im Besitz des Großonkels von Heinrich Heine, Simon von Geldern. Sie hat – wie Gebrauchsspuren zeigen – sicher lange ihrem eigentlichen Zweck, der Vorlesung bei Pessach-Feiern, gedient.

## Bedeutung
Das Manuskript hat hinsichtlich seiner reichen und rätselhaften Bebilderung viele Fragen und Spekulationen zur Genderforschung, der Halacha und der jüdischen Kultur aufgeworfen: Männer und Frauen gemeinsam Bücher in Händen haltend, in Gespräche vertieft auf getrennten Stockwerken unter gotischen Gewölben und Bögen. Für eine Pessach-Haggada sind nicht nur die Jagdszene und der Jungbrunnen mit der Darstellung nackter Männer und Frauen völlig ungewohnt, sondern auch die Vielzahl der Darstellung von Frauen – ohne Kopfbedeckung oder Schleier – bei der Lektüre religiöser Schriften in für Frauen unziemlichen Pilpulszenen. Eine derart gleichberechtigte und harmonische Darstellung von Mann und Frau in einem Gebäude, das wohl ein Haus, in dem religiöse Texte ausgelegt werden (Beit Midrasch), oder Synagoge zu sein scheint, ist für das mittelalterliche Ashkenas unakzeptabel. Denn der erfahrene Rabbi Jakob ben Moses haLevi Molin, bekannt als MaHaRIL, der auf dem Gebiet jüdischen Rechts als Autorität betrachtet wurde, verbot männlichen Lehrern, Frauen im Talmud und Pilpul zu unterrichten, ebenso wie Rabbi Eleasar von Worms.
Da es in der jüdischen Bilderwelt keine Parallelen für die unkeusche Interaktion von Mann und Frau und die unkoschere Tötung von Tieren aus reiner Jagdlust gibt, geht man davon aus, dass der reiche Auftraggeber sich von bemerkenswert ähnlichen Szenen höfischer Literatur inspirieren ließ, die man zu dieser Zeit auf Tapisserien, in Manuskripten, an Statuen und Wandgemälden fand. Das Genre (Liebeswerben, Jagden, Tänze, Feste, Schlachten, Spiele und Bäder) war bei wohlhabenden und vornehmen Familien in Westeuropa im 14. und 15. Jahrhundert außerordentlich beliebt, und man geht aufgrund der ausgezeichneten Beherrschung der weltlichen und höfischen Rollenbilder bei dem unbekannten Illustrator von einem Nichtjuden aus. 
Da es kaum anzunehmen ist, dass irgendein Auftraggeber eine große Summe Geld bezahlen würde, um die Sünden von Männern und rebellischen Frauen darzustellen, spannt Meyrav Levy den Bogen zurück zu Rabbi Eleasar von Worms, der in einer Interpretation der Pessach-Haggada die Haggada-Rezitation mit dem Olam Haba (i. e. die kommende Welt oder Garten von Eden) verbindet. Er fügt seinem Kommentar eine Erzählung aus der Zohar, dem bedeutendsten Schriftwerk der Kabbala hinzu: „Jeder, der die Geschichte des Exodus wieder erzählt und darüber glücklich ist, ist willkommen, mit göttlichem Geist im Olam Haba das Freudenfest zu feiern.“ In der Olam Haba jedoch entfallen die Unterschiede zwischen Mann und Frau, es gibt keine Versuchungen zwischen den Geschlechtern und deswegen auch keinen Grund, die Geschlechter voneinander zu trennen. Das Olam-Haba-Motiv ist eine Erinnerung an das Freudenfest der Seligen im Paradies mit den Frommen auf Erden durch die gemeinsame Rezitation der Geschichte vom Exodus am Sederabend. Der Auftraggeber konnte also beides haben: ein prächtiges Manuskript voller typischer adliger Illustrationen und eine ordnungsgemäße Darstellung von Gottes Verherrlichung.